# 黃鋸鱗魚
黃鋸鱗魚為輻鰭魚綱金眼鯛目金鱗魚亞目金鱗魚科的其中一種，分布於西印度洋區，從紅海至亞丁灣海域，棲息深度1-18公尺，體長可達20公分，棲息在珊瑚礁區。

## 擴展閱讀
維基物種上的相關：黃鋸鱗魚